# Windows Preinstallation Environment
Windows Preinstallation Environment (zkráceně jako Windows PE nebo WinPE), je speciální verze Microsoft Windows schopná běhu z CD, DVD označované také souhrnně jako Live CD, nebo z USB flash disku.
Prostředí Windows PE slouží jako minimalistické běhové prostředí pro účely diagnostiky PC, nasazení v síťovém prostředí a předinstalace. Toto prostředí bylo vyvinuto hlavně proto, aby umožnilo technikům pracovat s počítačem z CD bez omezení, která má již zastaralý operační systém MS-DOS. Windows PE je možné spouštět například z běžného disku CD, nebo USB klíčenky. Novější verze Windows PE verze 2.2 a vyšší podporují nativní nahrání a spuštění do RAM disku (toto řešení používá Microsoft Deployment Toolkit). Jedna z prvních výhod tedy spočívá ve velikosti 160 MB ve srovnání s běžnou instalací Windows XP nebo Windows Serveru 2003, která má přes 1 GB. Windows PE lze dále zmenšit až na velikost 86 MB za cenu vyšších omezení. Největší výhodou je přístup k pevnému disku se souborovým formátem NTFS, což se do té doby řešilo komplikovaně pomocí různých ovladačů, které byly poskytovány jako komerční produkty za vysoké ceny. Windows PE tak tvoří téměř srovnatelné prostředí pro běh většiny 32bitových aplikací ve Windows.

## Využití
Windows PE je možné využít prakticky všude, jeho zaměření je spíše v orientaci na opravu problematického počítače – ve Windows PE můžete spustit většinu aplikací podobně jako v normálních Windows. Není proto problém mít ve Windows PE sadu nástrojů pro kontrolu, či opravu pevného disku, zálohování dat po síti či antivirus.

## Komerční nástroje
Licencovanou verzi Windows PE využívaly dvě české antivirové společnosti Grisoft (AVG Technologies) a AVAST Software. Obě nabízí svoje řešení s antivirem v kombinaci se sadou různých nástrojů pro řešení problémů s PC.
- avast! Rescue Disc – první řešení antiviru běžícího samostatně z CD.
- AVG Rescue CD – konkurenční řešení antiviru běžícího samostatně z CD společnosti Grisoft.

## Jiné nástroje
- Bart's Preinstalled Environment (BartPE) – nástroj od Barta Lagerweije, umožňující vytvořit vlastní verzi Windows PE se sadou nástrojů umožňující snadnou integraci programů na CD/DVD. Tato verze je založena na Windows XP Professional/Windows Server 2003 a použije soubory z instalačního média uživatele aplikace. BartPE používá vlastní komponenty pro zajištění podpory sítě a uživatelského prostředí. Nástroj není dále vyvíjen a jeho funkcionalita je na úrovni Windows PE 1.5/1.6 pouze s podporou 32bit platformy.
- UBCD4Win – rozšiřující sada pro BartPE.
- Reatogo-X-PE Boot CD – rozšiřující sada pro BartPE (BartPE je již obsažen).
- Microsoft Solution Accelerator for Business Desktop Deployment (BDD) 2007 – hotové řešení pro nasazení Windows a Office v podnicích využívající k tomu Windows PE.[2].
- Microsoft Deployment Toolkit - Microsoft Deployment Toolkit nahrazuje nástroj Business Desktop Deployment s univerzálním zaměřením na nasazení operačních systémů bez ohledu na jejich roli (tzn. serverové i desktopové operační systémy) a aplikací.[3]
- Windows Recovery Environment – prostředí pro obnovu nefunkčních Windows přímo od Microsoftu s možností úprav.

## Verze
- Windows PE 1.0 je první verze založená na Microsoft Windows 5.2.
- Windows PE 1.1 je založená na Windows XP Professional (SP1).
- Windows PE 1.2 je založená na Windows Server 2003.
- Windows PE 1.5 je založená na Windows XP Professional (SP2).
- Windows PE 2005 (1.6) je založená na Windows Server 2003 (SP1).
- Windows PE 2.0 je první verze založená na Windows Vista. Přidává mnoho nových vlastností jako je Plug and Play a 64bitového systému. (Nepodporuje ale 16bitové aplikace na 32bitovém systému nebo 32bitové aplikace na 64bitovém systému tak jak to umožňuje Windows Vista, kvůli chybějící podpoře Windows On Windows)
- Windows PE 2.1 je založená na Windows Server 2008.
- Windows PE 2.2 je založená na Windows Server 2008 SP1.
- Windows PE 3.0 je založená na Windows 7 a je zahrnuta ve WAIK 2.0.
- Windows PE 4.0 je založená na Windows 8 a je zahrnuta ve Windows ADK 1.0.
- Windows PE 5.0 je založená na Windows 8 a je zahrnuta v Windows ADK for Windows 8.
- Windows PE 5.1 je založená na Windows 8.1 a je zahrnuta v Windows ADK for Windows 8.1.
- Windows PE 10 je založená na Windows 10 (aktuálních buildech) a je zahrnuta v Windows ADK for Windows 10.

## Licencování
- Windows PE řady 1.x nebyla veřejně dostupná, k dispozici ji měly pouze organizace, které měly zakoupeny multilicence, nebo členové Microsoft OEM System Builder (výrobci PC) a certifikovaní partneři společnosti Microsoft.
- Windows PE řady 2.x a novější je k dispozici ve volně stažitelném balíčku Windows Automated Installation Kit (Windows AIK) a později v sadě Windows ADK. Užívání Windows ADK a Windows PE v něm obsažených je povoleno pouze pro účely diagnostiky, obnovy nebo nasazení operačního systému Windows (Windows Server 2003, Windows Server 2008, Windows Server 2008 R2, Windows Vista, Windows 7). Použití Windows PE jako náhradní operační systém tak jako jiné využití je výslovně zakázáno.[4]